# Friedrich Eduard Bilz

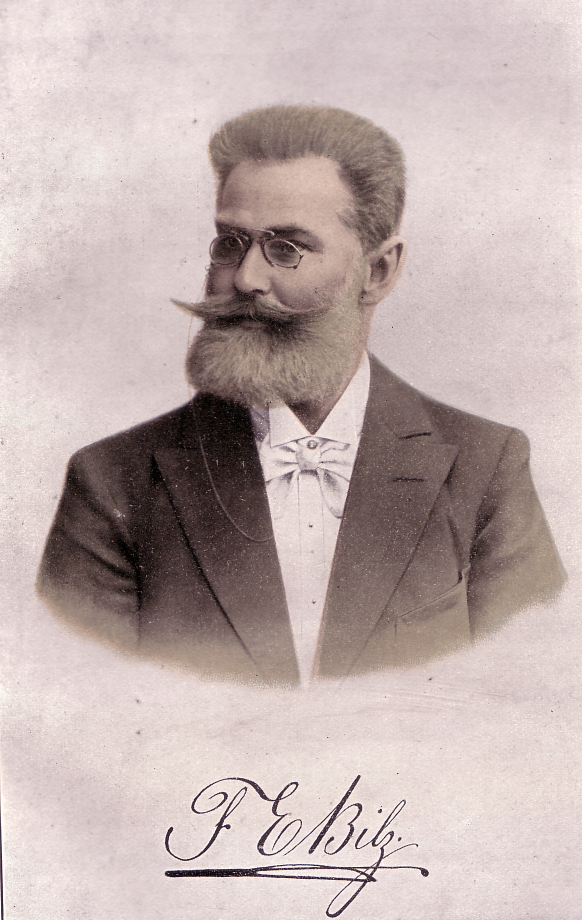
Friedrich Eduard Bilz

Friedrich Eduard Bilz (* 12. Juni 1842 in Arnsdorf b. Penig; † 30. Januar 1922 in Radebeul) war ein deutscher Naturheilkundler und Lebensreformer. Er wird auch als Vater der volkstümlichen Naturheilkunde bezeichnet. Seine Bücher erzielten eine Auflage von ca. 3,5 Millionen Exemplaren und wurden in zwölf Sprachen übersetzt. Nach seinem Tod wurde er direkt rechts vom Grabmal von Karl May beigesetzt, mit dem er zeitlebens freundschaftlich verbunden war.

## Leben

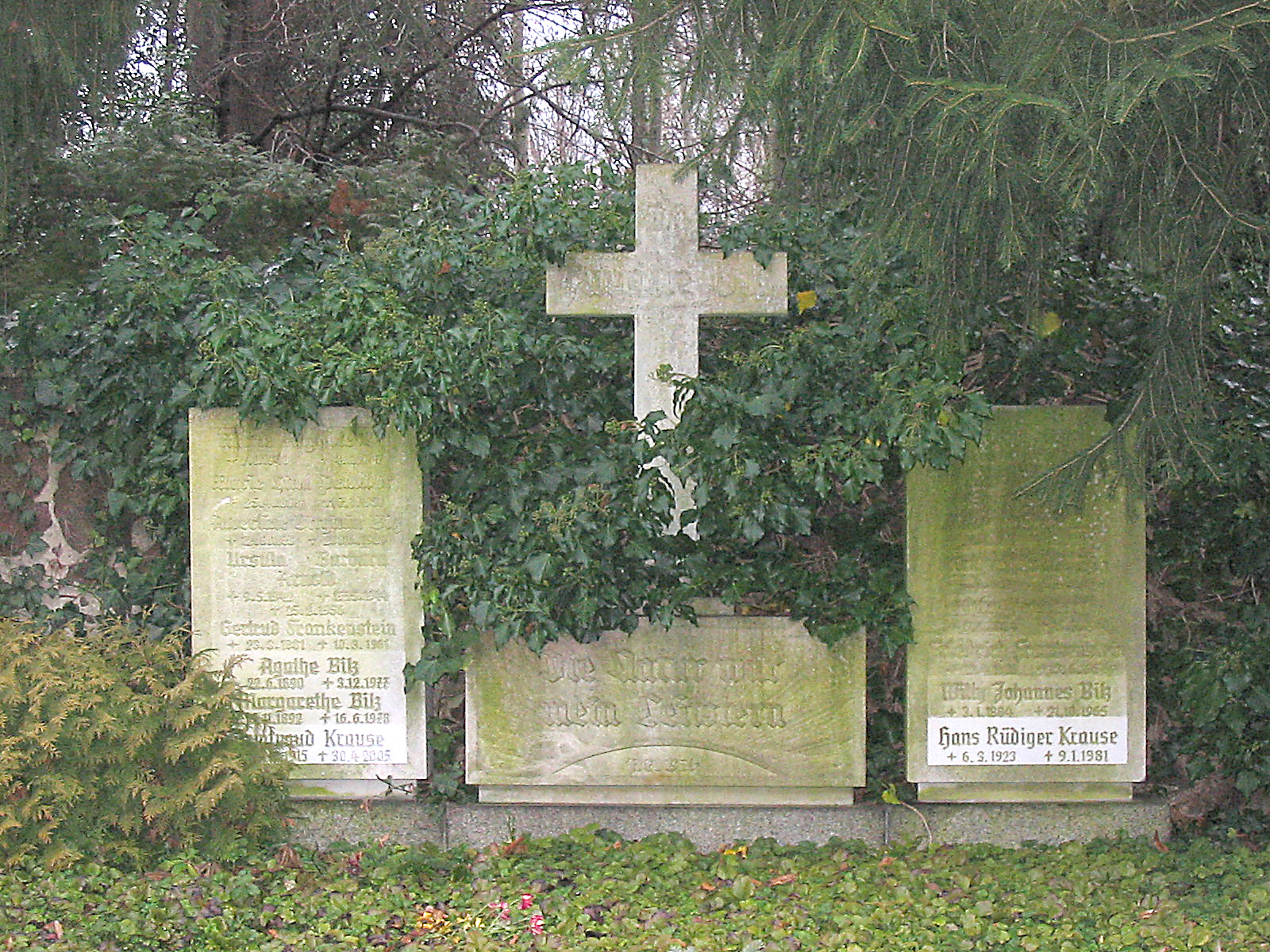
Grabmal der Familie Bilz auf dem Friedhof Radebeul-Ost

Bilz machte von 1856 bis 1859 eine Lehre als Weber und ließ sich nach einer Zeit der Wanderschaft 1860 als Webergeselle in Meerane nieder. Bis 1867 arbeitete er als Webergeselle in einer Fabrik. Aufgrund der schlechten Arbeitsverhältnisse in der Fabrik litt Bilz unter Magenkrämpfen und wurde lungenleidend. Bilz lernte die Meeranerin Marie Auguste kennen, Tochter des Webmeisters Johann August Kreil, die er 1868 nach der Geburt der Tochter Marie Lina heiratete. Daraufhin arbeitete Bilz selbstständig mit einer Familienweberei.
Nach dem Kauf eines Hauses für die Familie durch den Schwiegervater eröffnete Bilz 1872 dort in der Albanstraße 18 einen Kolonialwarenladen. Er gab die Weberei auf und wurde Kolonialwarenhändler.
Im gleichen Jahr 1872 gab es eine Pockenepidemie. Meeraner Bürger, die die angeordneten Impfungen nicht als ausreichende Gesundheitsfürsorge ansahen, gründeten den Verein für Gesundheitspflege und Naturheilkunde, in dem auch Bilz Mitglied wurde. Der Verein hielt Vorträge und Kurse zur Naturheilkunde ab. Da jedoch viele Bücher wegen der benutzten Fremdwörter unverständlich waren, sammelte Bilz alle verständlichen Anleitungen zu gesunder Lebensweise und Krankenbehandlung. Während seine Frau erfolgreich den einträglichen Laden führte und sich um die Familie kümmerte, probierte Bilz viele der Anweisungen an sich selbst aus. Autodidaktisch eignete er sich damit die Naturheilkunde an und erlangte nach und nach eine naturorientierte Weltanschauung. Durch die Einnahmen des Kolonialwarenladens finanziell abgesichert, verfasste Bilz seine erste Schrift Das menschliche Lebensglück. Ein Wegweiser zu Gesundheit und Wohlstand durch die Rückkehr zum Naturgesetz. Hausfreund und Familienschatz für Gesunde und Kranke. Zugleich ein Beitrag zur Lösung der sozialen Frage, die 1882 im Selbstverlag erschien.
Als Nächstes erschien „Der Schlüssel zur vollen menschlichen Glückseligkeit oder Umkehr zum Naturgesetz“. Der Chemnitzer Fabrikant und Mäzen der Naturheilkunde Johann von Zimmermann schlug vor, den naturheilkundlichen Anhang zu überarbeiten und als eigenständiges Buch zu veröffentlichen. So entstand 1888 das Buch „Bilz, das neue Heilverfahren, ein Nachschlagebuch für Jedermann in gesunden und kranken Tagen.“
Das im Volksmund kurz Bilz-Buch genannte Werk hieß in den folgenden Ausgaben „Das neue Heilverfahren. Lehrbuch der naturgemäßen Heilweise und Gesundheitspflege“. Im gleichen Jahr gründete Bilz den Verlag F. E. Bilz. Das Bilz-Buch wurde über Sachsen hinaus schnell bekannt. Das Erfolgsgeheimnis lag in der einfachen Erklärung komplizierter medizinischer Sachverhalte und in den verständlichen und in jedem Haushalt zu praktizierenden Heilempfehlungen. 1925 waren mehr als 2,5 Millionen Exemplare verkauft und das Buch zudem in 12 Fremdsprachen aufgelegt.
In seinem Lehrbuch propagierte Bilz unter anderem und insbesondere für Jugendliche wenig belastende Nahrungsmittel, ausreichende körperliche Bewegung in frischer Luft oder das Schlafen auf harten Matratzen.

Bilz-Sanatorium, Gesamtanlage um 1900

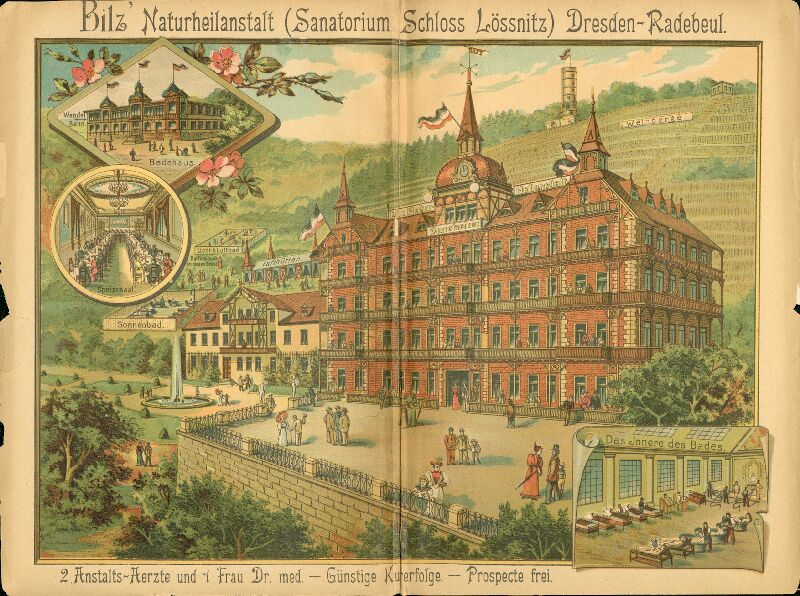
Bilz-Sanatorium 1897: rechts Schloss Lössnitz (Kurhaus II), links Kurhaus I, oben auf dem Berg der Mäuseturm

1889 gab die Familie den Kolonialwarenladen auf und zog nach Dresden, 1890 dann nach Oberlößnitz, heute Stadtteil von Radebeul. Dort hatte er das Anwesen des Wiener Privatiers Richard Strubell auf einem Teilstück des Weinbergs Albertsberg oberhalb von Haus Albertsberg gekauft, auf dem er 1892 in dem bestehenden klassizistischen Gebäude ein kleines Sanatorium für seine Naturheilanstalt (später Kurhaus I) für anfangs 15 Patienten eröffnete (Bilz-Sanatorium).
Da dieses Gebäude schnell zu klein wurde, ließ Bilz bis 1895 im Anschluss an das Kurhaus I nach Osten das Kurhaus II errichten, das sogenannte Schloss Lössnitz. Im gleichen Jahr kaufte er auch noch das Anwesen Jägerberg hinzu, aus der Hantzsch-Villa wurde Haus Bilz. Ab 1896 wurde das Badehaus (Kurhaus III), nach Norden hinter dem Kurhaus II im 45 Grad-Winkel, angebaut, sowie 1898/1899 auf dem nahe gelegenen Jägerberg das Kurhaus IV in Betrieb genommen.
1898 zog der Bilz-Verlag, der seit 1893 von Bilz’ Sohn Arthur Ewald Bilz (1872–1941) geleitet wurde, nach Leipzig um, 1899 wurde eine Filiale in Paris eröffnet und 1900 in London.
1902 entwickelte Bilz zusammen mit dem lippischen Kaufmann und Getränkefachmann Franz Hartmann die Bilz-Brause, aus der 1905 Sinalco (sine alcohole = ohne Alkohol) wurde.
1905 eröffnete er oberhalb des Lößnitzgrunds das Bilz-Licht-Luft-Bad (Bilzbad). Dessen Leitung erhielt 1906 Bilz’ jüngster Sohn Willy Johannes Bilz (1884–1965) zusammen mit seiner Frau Margarete Ottilie, während dessen sein ältester Bruder Max Alfred Bilz (1877–1939) bereits seit 1905 als Direktor des Sanatoriums nachgefolgt war. Seit 1906 hatte das Bilzbad bereits 1.000 Umkleidekabinen. Ab 1912 war es auch unter dem Namen Undosa-Wellenbad bekannt, zurückzuführen auf den Einbau der Undosa-Wellenmaschine (Undosa in deutscher Übersetzung: „die Wellenreiche“). Diese erste Wellenmaschine wurde 1911 auf der Internationalen Hygiene-Ausstellung in Dresden vorgestellt und sofort von Bilz angekauft. Das Wellenbad kann heute noch immer genutzt werden.
1907 veröffentlichte Bilz einen Science-Fiction-Roman (In hundert Jahren) von 1130 Seiten, der im Jahr 2048 spielt und in dem Bilz seine politischen, gesellschafts- und lebensreformerischen Ideale erfüllt sieht. Anders als seinen naturheilkundlichen Büchern scheint diesem utopischen Roman kein Erfolg beschert worden zu sein. Er fand keine weitere Verbreitung und ist heute nur noch antiquarisch erhältlich.
Friedrich Eduard Bilz starb am 30. Januar 1922 in seinem Heimatort und wurde auf dem Platz direkt rechts neben seinem langjährigen Freund Karl May auf dem Friedhof Radebeul-Ost begraben. Das heute denkmalgeschützte, aus Stein und Kreuz bestehende schlichte Grabmal hat die Inschrift „Die Natur war mein Leitstern“.

## Bilz-Produkte

### Bilz-Brause

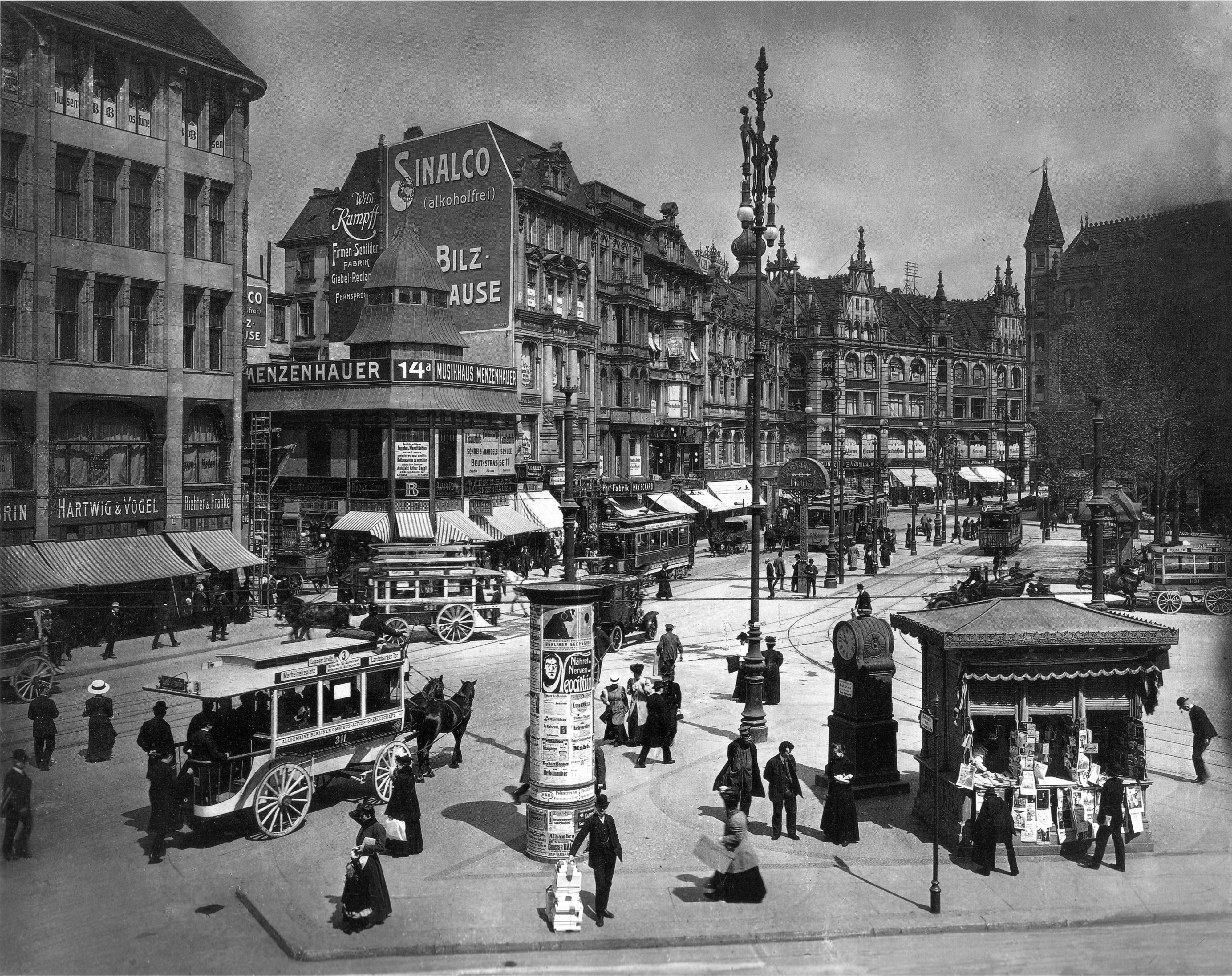
Werbung für Bilz-Brause am Spittelmarkt in Berlin, 1909

Werbe-Signet Bilz-Brause, vor 1905

Neben seinen Büchern wurde F. E. Bilz auch durch ein alkoholfreies Erfrischungsgetränk, die Bilz-Brause (eigentlich Bilz’ Brause), weit über Europas Grenzen bekannt.
Im Jahr 1900 hatte sich der lippische Kaufmann und Getränkefachmann Franz Hartmann an Bilz gewandt. Er reiste mit der Rezeptur für einen Limetten-Extrakt nach Oberlößnitz. Die Idee gefiel Bilz, da er der Meinung war, dass die im Obst enthaltenen Mineralsalze und Fruchtsäuren gesundheitsfördernd seien und der Fruchtzucker seine Energie direkt an das Blut weitergebe. Bilz und Hartmann entwickelten so aus Südfrüchten und einheimischen Obstarten ein natürliches Fruchtgetränk, die „Bilz-Limetta“, die ab Mai 1902 als „Bilz-Brause“ bezeichnet wurde.
1902 wurde eine große Werbekampagne gestartet mit dem Erfolg, dass sich die erste internationale, alkoholfreie Getränkemarke europäischen Ursprungs etablierte. Schnell kam es auch zu Nachahmern. Um 1905 kam es zu geschäftlichen Unstimmigkeiten zwischen den Partnern, und fortan entschloss sich Franz Hartmann, einen neuen Namen für die „Bilz-Brause“ zu suchen. Ein Wettbewerb brachte den Namen Sinalco hervor (lat. sine alcohole – ohne Alkohol).
Noch heute wird der Name „Bilz“ in Chile für eine rote Brause verwendet, die jedoch auf eines der Nachahmerprodukte des nach Chile ausgewanderten Bayern Andres Ebner Anzenhofer zurückgeht.

### Weitere Bilz-Produkte
Der überzeugte Naturkundler und findige Gesundheitsunternehmer Bilz entwickelte und vertrieb eine ganze Reihe weiterer Produkte, die seine Gesundheitsphilosophie unterstützen sollten. Solche „Reform-Nährmittel“ waren beispielsweise Bilz-Nährsalz, Bilz-Nährsalzkakao, Bilz-Nährsalz-Schokolade sowie Bilz-Malz-Kaffee.

## Die Freundschaft zwischen Eduard Bilz und Karl May

Die Familien Bilz und May auf der Hochzeit einer Bilz-Tochter 1907

Eduard Bilz war Leser und Freund von Karl May. Die Verbindung begann spätestens 1896, als Emma May, Karl Mays erste Frau, im Herbst für mehrere Wochen im Bilz-Sanatorium eine Influenza auskurierte. Für später ist belegt, dass May zusammen mit Klara, seiner zweiten Frau, an den alljährlichen Rosen- und Winzerfesten teilnahm, die Bilz für die Kurgäste gab. Im Jahr 1907 machte May selbst eine Kur im Bilz-Sanatorium. Auf einem Hochzeitsfoto einer Bilz-Tochter von 1907 sieht man die Ehepaare May und Bilz nebeneinander sitzen.
Bilz war Kommanditist der Firma „Ustad-Film, Dr. Droop & Co.“. Diese Firma produzierte 1920 drei May-Stummfilme.
Karl May wiederum nahm Eduard Bilz als Vorbild für den „ehemaligen Barbier Hermann Rost“ im Band Weihnacht! von 1897: „Er ist jetzt einer der angesehensten Naturärzte des Ostens und … ein Leser meiner Reiseerzählungen.“

## Ehrungen

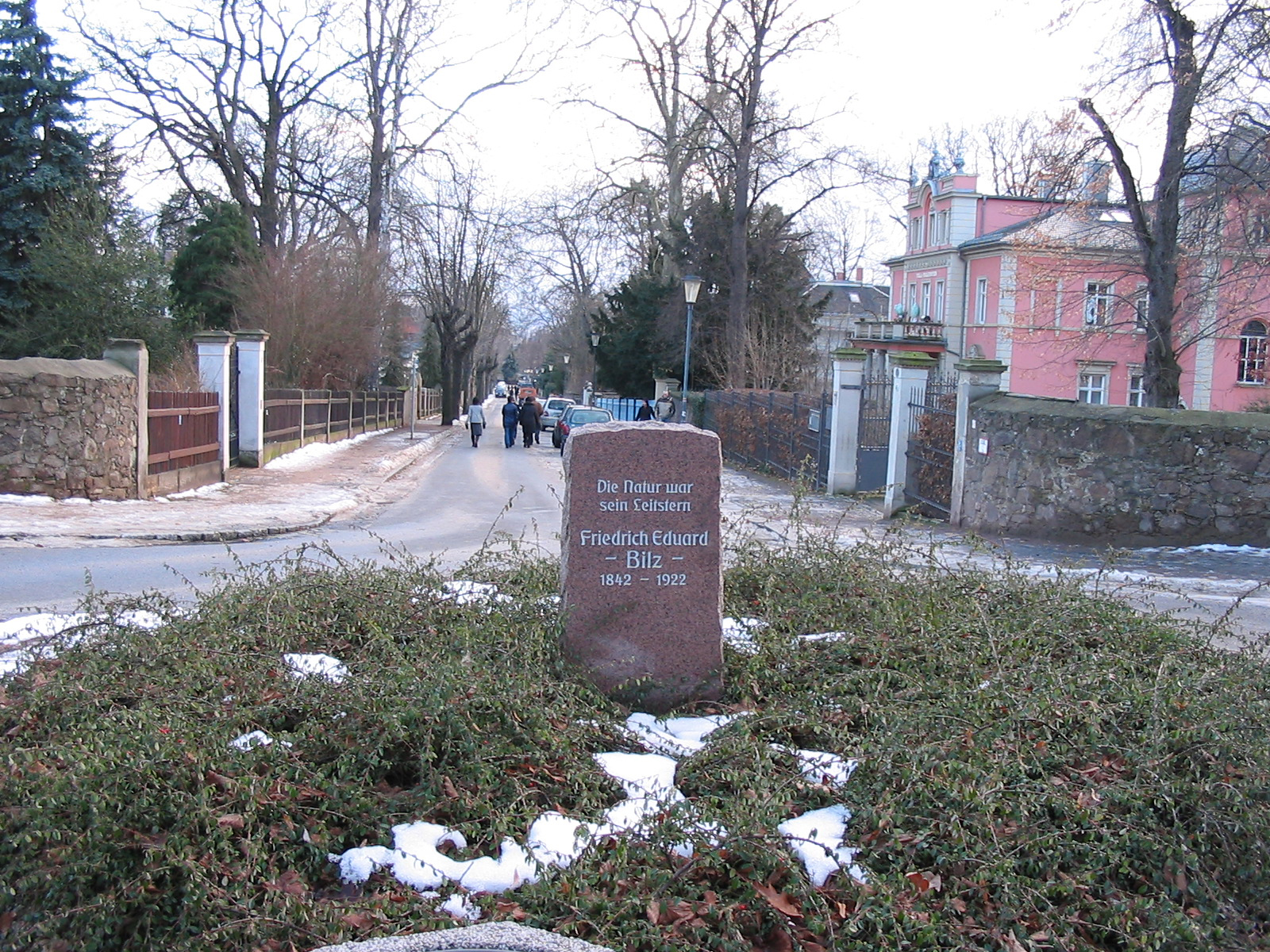
Bilz-Stein auf dem Eduard-Bilz-Platz in Radebeul, Blick nach Süden in die ehemalige Sophienstraße

Seit 1935 trägt eine Straße in Radebeul seinen Namen, bis zum Ende des Zweiten Weltkriegs war es die heutige August-Kaden-Straße. Seit 1945 besteht die heutige Eduard-Bilz-Straße aus einem Teil des ehemaligen Strakenwegs bis zum Augustusweg, von dort weiter die ehemalige Sophienstraße, ab der querenden Nizzastraße die ehemalige Gabelsberger Straße bis zur querenden Meißner Straße und südlich der Meißner Straße die ehemalige Lutherstraße. Im Jahr 2002 wurde auch der Platz an der Kreuzung Eduard-Bilz-Straße mit dem Augustusweg (der ehemalige Königsplatz) in Eduard-Bilz-Platz umbenannt.
Auf dem Eduard-Bilz-Platz stand lange der Bilz-Stein, der nach Errichtung des Denkmals 2017 in das Bilzbad verlegt wurde.
Die drei Städte Burgstädt, Lunzenau und Penig in der Umgebung seines Geburtsortes Arnsdorf schufen die Bilz Gesundheits- und Aktivregion u. a. mit einem Bilz-Wanderweg, einer Bilz-Radroute und einem Tag der Gesundheit.
Die Oberschule in Penig trägt den Namen von Friedrich Eduard Bilz.

## Bilz-Bund
Der Bilz-Bund für Naturheilkunde e. V. wurde 1995 in Radebeul, der Stadt des Wirkens von Friedrich Eduard Bilz, gegründet. Er hat sich die Aufgabe gestellt, die Tradition der Naturheilkunde im Sinne von F. E. Bilz für die heutige, moderne Zeit wiederzubeleben und bekanntzumachen, da das Thema zu DDR-Zeiten verschwiegen wurde.
Die fünf klassischen Säulen der Naturheilkunde Ernährungstherapie, Bewegungstherapie, Wassertherapie, Phytotherapie und Ordnungstherapie werden wissenschaftlich orientiert wiederbelebt und ihre Anwendung gelehrt.

## Werk

### Gesundheitseinrichtungen
- Bilz-Sanatorium in Oberlößnitz, heute Radebeul, mit großem Freiluft- und Spaziergelände
  - Schloss Lössnitz in Oberlößnitz, ehemaliges Kurhaus II des Bilz-Sanatoriums
  - Jägerberg in Oberlößnitz, ehemaliges Kurhaus IV des Bilz-Sanatoriums mit großem Freiluft- und Spaziergelände sowie Privatwohnsitz (Haus Bilz)
- Bilzbad in Niederlößnitz, heute Radebeul mit großem Freiluftgelände und Wellenbad

### Schriften

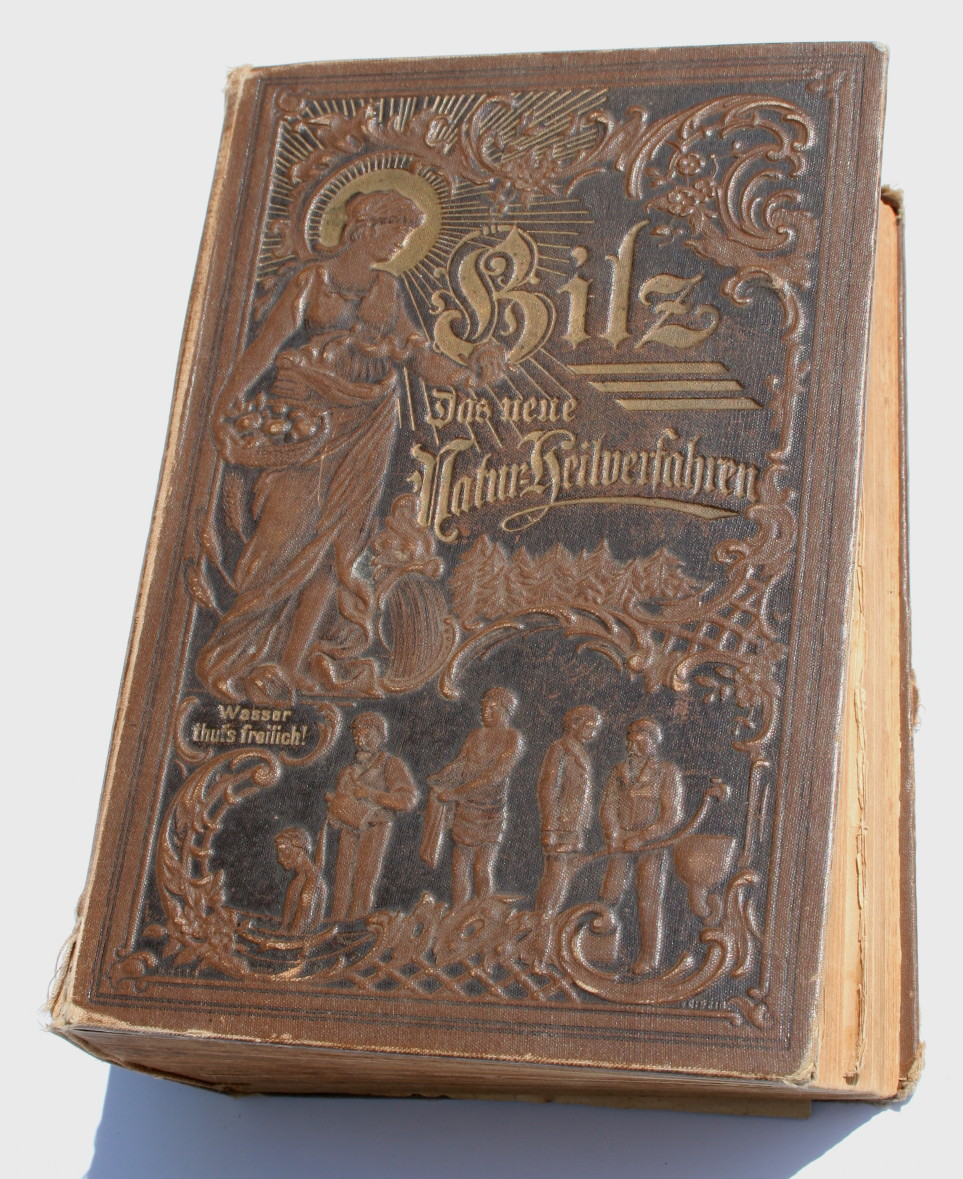
Bilz-Buch, 25. Ausgabe von 1895

#### Bilz-Buch
Vom Bilz-Buch wurden um die 3,5 Millionen teils mehrbändige Exemplare verkauft, die neben Deutsch in mindestens zwölf Fremdsprachen verlegt wurden.
- Friedrich Eduard Bilz: Das neue Heilverfahren. Lehrbuch der naturgemäßen Heilweise und Gesundheitspflege. Verlag F. E. Bilz, Dresden 1888.
- Friedrich Eduard Bilz: Das neue Naturheilverfahren. Lehr- und Nachschlagebuch der naturgemäßen Heilweise und Gesundheitspflege. Verlag F. E. Bilz, Dresden, Radebeul. 20. Auflage 1894.
- Friedrich Eduard Bilz: Das neue Naturheilverfahren. Lehr- und Nachschlagebuch der naturgemäßen Lebens- und Heilweise sowie neuzeitlichen Gesundheitsführung. Mit 3 gefalteten ausklappbaren Tafeln und mit vielen zum Teil farbigen Abbildungen. 2 Bände. Jubiläums-Ausgabe. F. E. Bilz G.m.b.H. Verlag, Dresden-Radebeul 1938.
- Friedrich Eduard Bilz, Hans Balzli: Natürliche Heilmethoden. Nachschlagebuch der naturgemässen Lebens- und Heilweise; mit einem ausklappbaren farbigen Plastikmodell des Menschen. Keyser, 1956.

#### Sozialschriften

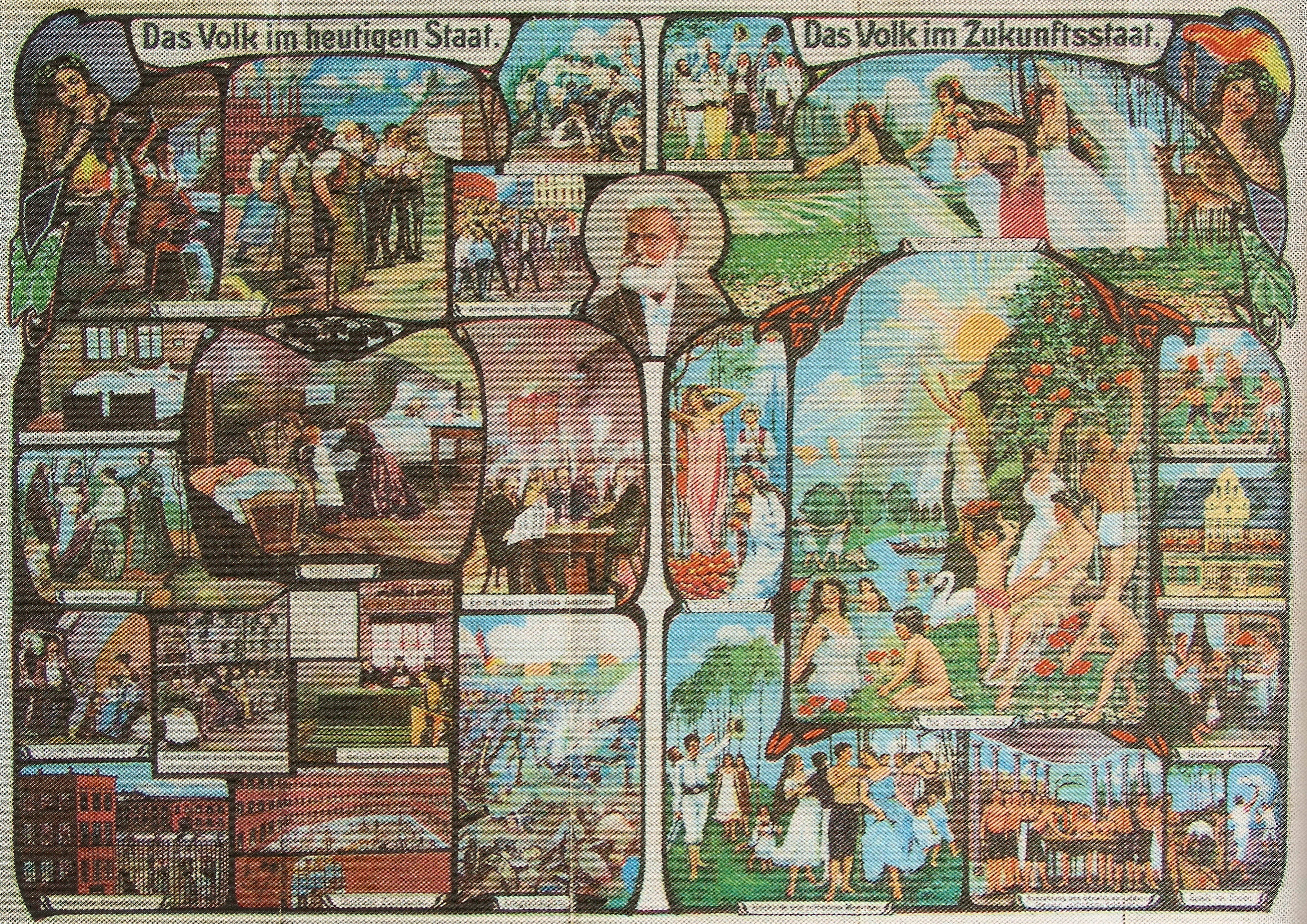
Das Volk im Zukunftsstaat, Illustration von F. E. Bilz, 1904

- Friedrich Eduard Bilz: Das menschliche Lebensglück. Ein Wegweiser zu Gesundheit und Wohlstand durch die Rückkehr zum Naturgesetz. Hausfreund und Familienschatz für Gesunde und Kranke. Zugleich ein Beitrag zur Lösung der sozialen Frage. Selbstverlag, 1882.
- F. E. Bilz: Der Zukunftsstaat. Staatseinrichtung im Jahre 2000. Neue Weltanschauung. Jedermann wird ein glückliches und sorgenfreies Dasein gesichert. F. E. Bilz Verlag. Leipzig, Radebeul bei Dresden, 1. Mai 1904.
- F. E. Bilz: Der Naturstaat. Vorschläge zu einer naturgemäßen Gesetzgebung. Durch Verwirklichung derselben würde das heutige Massenelend, das besonders Deutschland schwer trifft, bald behoben werden. 1.–20. Tsd. (Erstausg.), F. E. Bilz, Leipzig, Dresden-Radebeul, 1922.[14]
- Friedrich Eduard Bilz: Der Schlüssel zur vollen menschlichen Glückseligkeit oder Umkehr zum Naturgesetz.

#### Erzählerisches Werk
- F[riedrich] E[duard] Bilz: In hundert Jahren. Reich illustrierter Roman. Leipzig, Dresden-Radebeul: Bilz, 1907. Digitalisierte Ausgabe